# Kalenahalli, Shikarpur
Kalenahalli là một làng thuộc tehsil Shikarpur, huyện Shimoga, bang Karnataka, Ấn Độ.